# Bence Bálizs
Bence Bálizs (ur. 30 maja 1990 w Székesfehérvárze) – węgierski hokeista, reprezentant Węgier.

## Kariera
- Fehérvár AV19 U18 (2006-2008)
- Alba Volán Székesfehérvár (2007-2008)
- Fehérvári Titánok (2008-2009)
- Fehérvár AV19 U20 (2009)
- Miskolci Jegesmedve JSE (2009-2010)
- Fehérvári Titánok (2010-2012)
- Fehérvár AV19 (2010-2014)
  -  Fehérvár Hockey Academy 19 U21 (2012-2013)
- Miskolci Jegesmedve JSE (2014-2015)
- MAC Budapeszt (2015-2018)
- MAC Újbuda (2018-2022)
- JKH GKS Jastrzębie (2022-2023)
- Sparta Sarpsborg (2023-)

W barwach rodzimych drużyn z Székesfehérváru, Miszkolca i MAC z Budapesztu przez lata występował w rozgrywkach ligi węgierskiej, międzynarodowych rozgrywek MOL Liga (od 2017 Erste Liga), austriackich EBEL oraz słowackiej ekstraligi. W maju 2022 został zaangażowana przez JKH GKS Jastrzębie w Polskiej Hokej Lidze. Po sezonie 2022/2023 odszedł z JKH. W maju 2023 przeszedł do norweskiej Sparty Sarpsborg.
W reprezentacjach juniorskich Węgier uczestniczył w turniejach mistrzostw świata juniorów do lat 18 edycji 2008 (Dywizja II), mistrzostw świata juniorów do lat 20 w 2009 (Dywizja I), 2010 (Dywizja II). W składzie reprezentacji seniorskiej uczestniczył w turniejach mistrzostw świata edycji 2012, 2015, 2017, 2019 (Dywizja I).

## Sukcesy
Reprezentacyjne
- Awans do Dywizji I mistrzostw świata juniorów do lat 18: 2008
- Awans do Elity seniorskich mistrzostw świata: 2015

Klubowe
- Złoty medal mistrzostw Węgier: 2008 z Albą Volán Székesfehérvár, 2011, 2012 z Fehérvár AV19, 2015 z Miskolci Jegesmedve JSE, 2018 z MAC Budapeszt
- Złoty medal MOL Liga: 2015 z Miskolci Jegesmedve JSE, 2018 z MAC Budapeszt
- Srebrny medal mistrzostw Węgier: 2016, 2017 z MAC Budapeszt
- Srebrny medal MOL Liga: 2016, 2017 z MAC Budapeszt
- Puchar Węgier: 2017 z MAC Budapeszt

Indywidualne
- Mistrzostwa Świata Juniorów w Hokeju na Lodzie 2010/II Dywizja:[4]
  - Pierwsze miejsce w klasyfikacji skuteczności interwencji: 93,33%
  - Pierwsze miejsce w klasyfikacji średniej goli straconych na mecz: 0,82

Wyróżnienia
- Najlepszy bramkarz sezonu na Węgrzech: 2011, 2018